# Vuu
Vuu è un ward dello Zambia, parte della Provincia Orientale e del Distretto di Lundazi.